# マジカル・セックス 淫ら姫の冒険
『マジカル・セックス 淫ら姫の冒険』（マジカル・セックス みだらひめのぼうけん）は、2018年5月18日に公開された日本のピンク映画。2018年8月25日から『マジカル・ミチコ』のタイトルで再編集され一般公開、CS放送では『淫ら姫の大冒険』のタイトルで放送。

## 概要
「MEATBALL MACHINE ～ミートボールマシン～」などホラー映画を得意とする山本淳一が初めて手掛けるピンク映画。AV女優の阿部乃みく、アイドルの璃乃を主要キャストに起用したファンタジーコメディ。
同年8月にはR15作品として再編集し、「OP PICTURES+ フェス 2018」の一本として一般上映された。性表現描写が抑えられているぶん、カットを追加し物語性を強めている。また主人公の変身方法も異なっている。

## ストーリー
売れないエロ漫画家・満知男（みちお）は、連載獲得をめざし思いを込めて作品を執筆。するとなんと漫画の中から悪魔少女が飛び出し、満知男を女性に変えてしまう。

## キャスト
ミチコ
演 - 阿部乃みく
売れないエロ漫画家・満知男が女体化した姿。漫画作品のヒロイン、ミチコの外見をモデルにしており、満知男が女性になったわけではなく、漫画キャラクターに満知男の魂を入れた形となっている。
悪魔少女
演 - 璃乃
満知男の作品内の主人公が実体化したキャラクター。満知男をミチコにした張本人。
満知男
演 - 園田シンジ
売れないエロ漫画家。雑誌連載を目指すが、うまくいかない。画力はかなりあり、家ではベレー帽に白ブリーフ。本来は純愛漫画が描きたいのだが掲載率の低さからエロ漫画を執筆。執筆に充てるべき時間を性欲解消に充ててしまいがちな性分。
麻家井鈴子
演 - あず希
満知男の彼女。ただし満知男の収入が安定するまでは親密な交際を控えており、性交渉などは行っていない。満知男の家賃などは彼女が立て替えている。
大家
演 - 川崎紀里恵
満知男の住むアパートの大家。熟女の未亡人。大家であるが満知男の隣の部屋に住み、夜な夜な喘ぎ声で満知男の集中力をそぎ落とす。
真壁ハリオ
演 - 針原滋
コミックDo!スケベ編集部員で満知男の担当編集者。
新子
演 - 愛里るい
真壁ハリオの彼女。
謎の男
演 - 水野直
まったくもって謎の男
竹中ウジオ
演 - 希純正宗

大西ゲテロウ
演 - 安倍一希

GERO
演 - 小野修

バルダム
演 - 安長博文

チンコくん
演 - ワニ完才

クリちゃん
演 - 國津ヒロ

尾崎くん
演 - 久保新二

## 音楽

### 主題歌
- 「るるるマジカル」作詞：中村吉喜　作曲：石田智則　唄：ソリッド・シリアス・アイドル

### エンディングテーマ
- 「ポケット」作詞作曲：中村吉喜　唄：ソリッド・シリアス・アイドル

### 挿入歌
- 「シーン」作詞作曲：山崎裕右　唄：Artlark
- 「DREAM」作詞作曲：中村吉喜　唄：天乃屋チャッピー

## スタッフ
- 制作 - MARCOT[5]
- 配給 - オーピー映画（大蔵映画）
- 監督・脚本 - 山本淳一
- プロデューサー - 井川楊枝
- 脚本 - 大畑晃一
- 撮影・スチール - 橋本篤志
- 照明 - 本間光平
- 編集・VFX - 内田清輝
- MA - 黒沢秋
- 助監督 - 森山茂雄
- 音楽 - 中村吉喜
- 録音 - 石井巧
- 衣装 - チバヤスヒロ
- メイク - 小林潤子（artz）
- 特殊造形 - 土肥良成（はきだめ工房）、大森敦史（はきだめ工房）、新垣奈々子（はきだめ工房）
- イメージボード - 大畑晃一
- 劇中イラスト - 高遠るい
- 制作進行 - 神田明子、桐山トモユキ
- 車輌…浅海将大、深谷禰宜